# Zhang Wenxiu
Zhang Wenxiu (chinesisch 張文秀, Pinyin Zhāng Wénxiù; * 22. März 1986 in Dalian) ist eine chinesische Leichtathletin, die sich auf den Hammerwurf spezialisiert hat.

## Sportliche Laufbahn
Erste internationale Erfahrungen sammelte Zhang Wenxiu im Jahr 2001, als sie bei den Weltmeisterschaften im kanadischen Edmonton mit einer Weite von 61,61 m den elften Platz belegte. Im Jahr darauf schied sie bei den Juniorenweltmeisterschaften in Kingston mit 52,31 m in der Qualifikation aus, siegte anschließend aber bei den Juniorenasienmeisterschaften in Bangkok mit neuem Meisterschaftsrekord von 66,10 m. 2003 startete sie erneut bei den Weltmeisterschaften nahe Paris, verpasste mit 65,09 m aber erneut den Finalanzug. Daraufhin siegte sie bei den Militärweltspielen in Catania mit neuem Spielerekord von 69,89 m. Im Jahr darauf qualifizierte sie sich für die Olympischen Spiele in Athen und klassierte sich dort mit 72,03 m im Finale auf dem siebten Platz.
Bei den Weltmeisterschaften 2005 in Helsinki wurde sie mit einem Wurf auf 69,82 m Vierte und siegte anschließend bei den Asienmeisterschaften im südkoreanischen Incheon mit 70,05 m. Zudem siegte sie bei den Ostasienspielen in Macau mit neuem Spielerekord von 72,23 m. Im Jahr darauf erreichte sie beim IAAF Weltcup in Athen mit 71,19 m Rang vier und siegte anschließend bei den Asienspielen in Doha mit einem Wurf auf 74,15 m, womit sie einen neuen Asienrekord aufstellte. Ihren bislang größten Erfolg feierte sie bei den Weltmeisterschaften 2007 in Osaka, bei denen sie mit einer Weite von 74,39 m die Bronzemedaille hinter der Deutschen Betty Heidler und der Kubanerin Yipsi Moreno gewann. Anschließend verteidigte sie bei den Militärweltspielen in Hyderabad mit 72,25 m ihren Titel und verbesserte damit den von ohr gehaltenen Spielerekord. 2008 nahm sis erneut an den Olympischen Spielen in Peking und belegte dort mit 74,32 m zunächst den dritten Rang, hinter der erst 2016 erwischten Dopingsünderin Aksana Mjankowa aus Weißrussland und Moreno. Die Goldmedaille wurde der Weißrussin im Jahr 2015 acht Jahre nach den Spielen schlussendlich aberkannt und die Silbermedaille Zhang zugesprochen.
2009 belegte Zhang Wenxiu bei den Weltmeisterschaften in Berlin mit 72,57 m den fünften Platz und siegte daraufhin ein zweites Mal bei den Asienmeisterschaften in Guangzhou mit einer Weite von 72,07 m. Im Jahr darauf wurde sie beim IAAF Continentalcup in Split mit 73,69 m Zweite hinter der Russin Tatjana Lyssenko und nahm anschließend erneut an den Asienspielen in Guanzhou teil und verteidigte dort ihren Titel mit einem Wurf auf 72,84 m. 2011 siegte sie bei den Militärweltspielen in Rio de Janeiro mit neuer Rerkordweite von 74,29 m und gewann anschließend bei den Weltmeisterschaften in Daegu mit 75,03 m die Bronzemedaille hinter der Russin Lyssenko und Betty Heidler aus Deutschland. 2012 belegte sie bei ihren dritten Olympischen Spielen in London mit 76,34 m zunächst Platz vier. Ursprünglich beendete die Chinesin den Wettkampf auf dem Bronze-Rang, da jedoch ein Wurf der Deutschen Betty Heidler zu kurz gemessen wurde, fiel sie nachträglich auf den „Blech“-Rang zurück. 2016 wurde der ursprünglichen Siegerin Tatjana Lyssenko die Goldmedaille wegen eines Dopingverstoßes aberkannt und so gewann Zhang doch ihre Bronzemedaille hinter der Polin Anita Włodarczyk und Betty Heidler aus Deutschland.
2013 gewann sie bei den Weltmeisterschaften in Moskau mit 75,58 m die Silbermedaille hinter der Polin Włodarczyk, nachdem der ursprünglichen Siegerin Lyssenko die Goldmedaille Jahre später aberkannt wurde. 2014 siegte Zhang ein drittes Mal in Folge bei den Asienspielen in Incheon und verbesserte dort den Spielerekord sowie ihre Bestleistung auf 77,33 m, womit sie den Asienrekord ihrer Landsfrau ihrer Landsfrau Wang Zhen aus dem Frühjahr nur um etwa einen halben Meter verpasste. Anschließend wurde sie jedoch  positiv auf das Dopingmittel Zeranol getestet. Ihre gewonnene Goldmedaille musste sie zurückgeben. Im Mai 2015 wurde sie jedoch rehabilitiert, weil der Befund auf kontaminierte Lebensmittel zurückzuführen war. 2015 gewann sie bei den Weltmeisterschaften in Peking mit einer Weite von 76,33 m im Finale die Silbermedaille hinter de Polin Włodarczyk. Anschließend siegte sie bei den Militärweltspielen im südkoreanischen Mungyeong mit neuem Meisterschaftsrekord von 74,87 m zum vierten Mal in Folge. 2016 nahm sie ein weiteres Mal an den Olympischen Spielen in Rio de Janeiro teil und gewann dort mit 76,75 m im Finale erneut die Silbermedaille hinter der Polin Anita Włodarczyk. 2017 belegte sie bei den Weltmeisterschaften in London mit 74,53 m den vierten Platz und verpasste damit das erste Mal seit dem Jahr 2004 eine Medaille bei einem internationalen Großevent. Sie siegte anschließend bei den Nationalspielen in Tianjin mit 75,48 m, was ihren letzten internationalen Wettkampf bedeutet.
In den Jahren von 2004 bis 2010 sowie 2012 und 2015 wurde Zhang chinesische Meisterin im Hammerwurf.